# 亞歷山大·漢米爾頓·萊斯
亞歷山大·漢米爾頓·萊斯（Alexander H. Rice Jr.；1875年8月2日—1956年7月21日）是美國醫生，地理學家，地質學家和探險家，以亞馬遜河盆地探險聞名。從1929年到1952年，他是哈佛大學地理學教授，也是哈佛地理勘探研究所創始人和主任。